# Daniel Alarcón
Pour les articles homonymes, voir Alarcon.
Daniel Alarcón, né le 5 mars 1977  à Lima au Pérou, est un écrivain vivant aujourd'hui à Oakland aux États-Unis.
Les œuvres de Daniel Alarcón ont été notamment publiées dans les journaux The New Yorker, Harper's Magazine ou Virginia Quarterly Review.

## Biographie
Alarcón, né au Pérou, a vécu depuis l'âge de trois ans à Birmingham en Alabama (États-Unis). Il est diplômé d'anthropologie de l'Université Columbia.
Son premier livre, War by Candlelight, a été finaliste en 2006 du PEN/Hemingway Foundation Award. Il a été récompensé par le Guggenheim Fellowship. Son roman Lost City Radio a été publié en janvier 2007 et lui vaut d'être distingué par le magazine Granta comme l'un des dix meilleurs jeunes romanciers américains.
Ses deux livres ont été traduits en français par Pierre Guglielmina et en espagnol. Lost City Radio a été également traduit en italien, en allemand, en portugais et en grec.
Daniel Alarcón est aujourd'hui directeur adjoint de Etiqueta Negra, prestigieux mensuel littéraire de Lima.

## Récompenses
Il obtient notamment :
- le Prix Whiting Writers en 2004 pour le roman ;
- le Prix Guggenheim Fellowship en 2007 ;
- le Prix Lannan Literary Fellowship en 2007 ;
- le prix Alabama Library Association dans la catégorie Fiction, en 2008 ;
- le prix Pen USA pour Lost City Radio en 2008.

Il est aussi :
- un des 21 jeunes romanciers américains du magazine Granta, Grande-Bretagne, en 2007 ;
- un des 39 romanciers Latino-Américains de moins de 39 ans au Hay Festival de Bogota, Colombie, en 2007 ;
- un des 7 finalistes du Sargent Sr. First Novel Prize, Mercantile Library For Fiction, en 2007 ;
- un des 37 jeunes Américains ayant innové dans les Arts et les Sciences sélectionnés par le Smithsonian Magazine, en 2007.

Lost City Radio a été sélectionné dans la liste des meilleurs romans 2007 des journaux Washington Post, Booklist, The Christian Science Monitor, Chicago Tribune, The Los Angeles Times et The Financial Times (Londres).